# Cribralaria ponticula
Cribralaria ponticula är en mossdjursart som beskrevs av Soule, Soule och Chaney 1998. Cribralaria ponticula ingår i släktet Cribralaria och familjen Cribrilinidae. Inga underarter finns listade i Catalogue of Life.